# The Bridge Between
The Bridge Between è un album dal vivo del Robert Fripp String Quintet, pubblicato in CD nel 1993.

## Antefatti
Nel 1992 Robert Fripp, David Sylvian e Trey Gunn intrapresero una tournée in Giappone e in Italia, dal titolo: The First Day, con cui presentavano quasi esclusivamente materiale inedito, poi confluito solo in parte nell'omonimo album in studio di Sylvian e Fripp del 1993. Quei concerti furono aperti dal California Guitar Trio (Bert Lams, Hideyo Moriya e Paul Richards), tutti allievi del Guitar Craft diretto dallo stesso Fripp. Dai bis, nei quali Fripp e Gunn si univano al trio in alcuni brani, nacque l'idea del Robert Fripp String Quintet: tale formazione svolse varie tournée, tra il maggio del 1992 e il giugno del 1993, in Giappone, Stati Uniti, Italia, Germania e Argentina.

## Descrizione
L'album è tratto per lo più da concerti tenuti dal quintetto negli Stati Uniti e in Argentina nel maggio 1993, eccetto tre brani che furono registrati alla Playhouse di Nottingham (Regno Unito) nel giugno dello stesso anno. Il repertorio spazia da brani scritti dal California Guitar Trio o da altri studenti del Guitar Craft, eseguiti con o senza l'ausilio di Fripp e Gunn, passando per trascrizioni da Johann Sebastian Bach, fino alla traccia conclusiva, Threnody for Souls in Torment, costituita da loop improvvisati da Fripp e Gunn con delay digitali.

## Tracce
1. Kan-Non Power – 3:42 (Hideyo Moriya)
2. Yamanashi Blues – 2:36 (Bert Lams)
3. Hope – 5:29 (Antonio De Honestis, John Sinks, arr. Trey Gunn)
4. Chromatic Fantasy (BWV 903) – 1:37 (Johann Sebastian Bach, arr. Gunn)
5. Contrapunctus (Die Kunst Der Fuge – BWV 1080, Contrapunctus I) – 2:16 (Bach, arr. Lams)
6. Bicycling to Afghanistan – 3:18 (Curt Golden)
7. Blue – 5:26 (Robert Fripp, Gunn)
8. Blockhead – 3:17 (Paul Richards)
9. Passacaglia (BWV 582) – 6:52 (Bach, arr. Lams)
10. Threnody for Souls in Torment – 12:45 (Fripp, Gunn)

## Formazione
- Robert Fripp — chitarra elettrica, soundscapes
- Trey Gunn — Chapman Stick
- California Guitar Trio — chitarre acustiche amplificate:

Bert Lams
Hideyo Moriya
Paul Richards